# Tel Szimron
Tel Szimron (hebr. תל שמרון) – wzgórze typu tell w Dolnej Galilei, w północnym Izraelu. Wznosi się na wysokość 185 metrów n.p.m. Na wzgórzu znajduje się stanowisko archeologiczne obejmujące pozostałości biblijnego miasta Szimron. W jego sąsiedztwie znajduje się wioska komunalna Timrat. Stanowi część Parku Narodowego Szimron.

## Geografia
Wzgórze Szimron wznosi się na wysokość 185 metrów n.p.m. Jest ono położone na zachodnim skraju masywu górskiego Hare Nacerat, który zamyka od północy intensywnie użytkowaną rolniczo Dolinę Jezreel w Dolnej Galilei, na północy Izraela. Na północ od wzgórza przepływa strumień Szimron. W otoczeniu znajduje się miejscowość Zarzir, moszaw Nahalal, wioska komunalna Timrat, oraz arabska wioska Manszija Zabda.

## Historia
Tell był przedmiotem badań archeologicznych. Najstarsze udokumentowane szczątki osady pochodzą ze środkowego okresu epoki brązu (ok. 2000 lat p.n.e.). Badacze twierdzą, że miasto Szimron było ufortyfikowaną kananejską osadą kontrolującą Dolinę Jezreel. Prawdopodobnie było to największe miasto w okolicy. Korzystnym dla niego okazało się położenie przy szlaku handlowym Via Maris łączącym Afrykę Północną z krajami Lewantu na północy. Osada jest pierwszy raz wzmiankowana w XIV wieku p.n.e. w listach z Amarna, które są pozostałością archiwum korespondencji dyplomatycznej pomiędzy władcami Egiptu a ich wasalami i  władcami niezależnymi z terenów między innymi Syro-Palestyny. Miasto Szimron jest wymieniane w pozycji AA 224 w liście do faraona Echnatona.
W II połowie XIII wieku p.n.e. miał miejsce podbój Kanaanu przez koczownicze plemiona Izraelitów, z których co najmniej część przybyła z Egiptu pod wodzą Mojżesza. Połączyło się wtedy z królem Chacoru Jabinem dążąc do pokonania Jozuego. Miasto zostało jednak zdobyte przez Jozuego. Po podboju całego kraju nastąpił podział ziemi pomiędzy dwanaście pokoleń Izraela i miasto Szimron przypadło pokoleniu Zabulona. Miasto istniało w okresie hellenistycznym i okresie rzymskim. Podczas wojny żydowsko-rzymskiej (66–73) miasto było oblężone i zdobyte przez Rzymian. Prawdopodobnie zostało wówczas całkowicie zniszczone. W czasach panowania arabskiego istniała tutaj już tylko niewielka wioska nazywana Semuniech. W 1517 roku ziemie te przeszły pod panowanie osmańskie. Na początku XX wieku tutejsze ziemie zaczęły wykupywać żydowskie organizacje syjonistyczne. W wyniku I wojny światowej w 1918 roku cała Palestyna przeszła pod panowanie Brytyjczyków, którzy w 1922 roku formalnie utworzyli na tym obszarze Mandat Palestyny. Stworzyło to warunki do rozwoju osadnictwa żydowskiego w Palestynie. W 1921 roku powstał tutaj moszaw Nahalal, który później przeniesiono niżej do doliny. Obszar wzgórza Szimron był wykorzystywany jako obóz szkoleniowy dla żydowskich osadników. W latach 1947–1954 u podnóża wzgórza istniał moszaw Timmorim, który następnie przeniósł się do centralnej części kraju. W 1965 roku utworzono Rezerwat przyrody Tel Szimron. Następnie w 1981 roku w jego sąsiedztwie utworzono wioskę komunalną Timrat, a w 2011 roku obszar wzgórza stał się częścią Parku Narodowego Szimron.

## Turystyka
Na szczycie wzgórza ustawiono wieżę widokową, z której rozciąga się panorama na całą dolinę. Na południe od wzgórza znajduje się zagajnik akacji Faidherbia albida. Jest to typowe drzewo rosnące na sawannie w Afryce Wschodniej. Tutejszy zagajnik jest najdalej na północ wysuniętym stanowiskiem tych drzew. Obszar ten jest objęty ochroną przez Rezerwat przyrody Tel Szimron. Tuż obok jest położony historyczny cmentarz moszawu Nahalal, na którym są pochowani ludzie, którzy kształtowali żydowską historię Doliny Jezreel. Między innymi jest tutaj pochowany generał Mosze Dajan. Natomiast zalesiony obszar wzgórz położonych na północ i wschód od wioski został przystosowany do spacerów i jazdy rowerami.

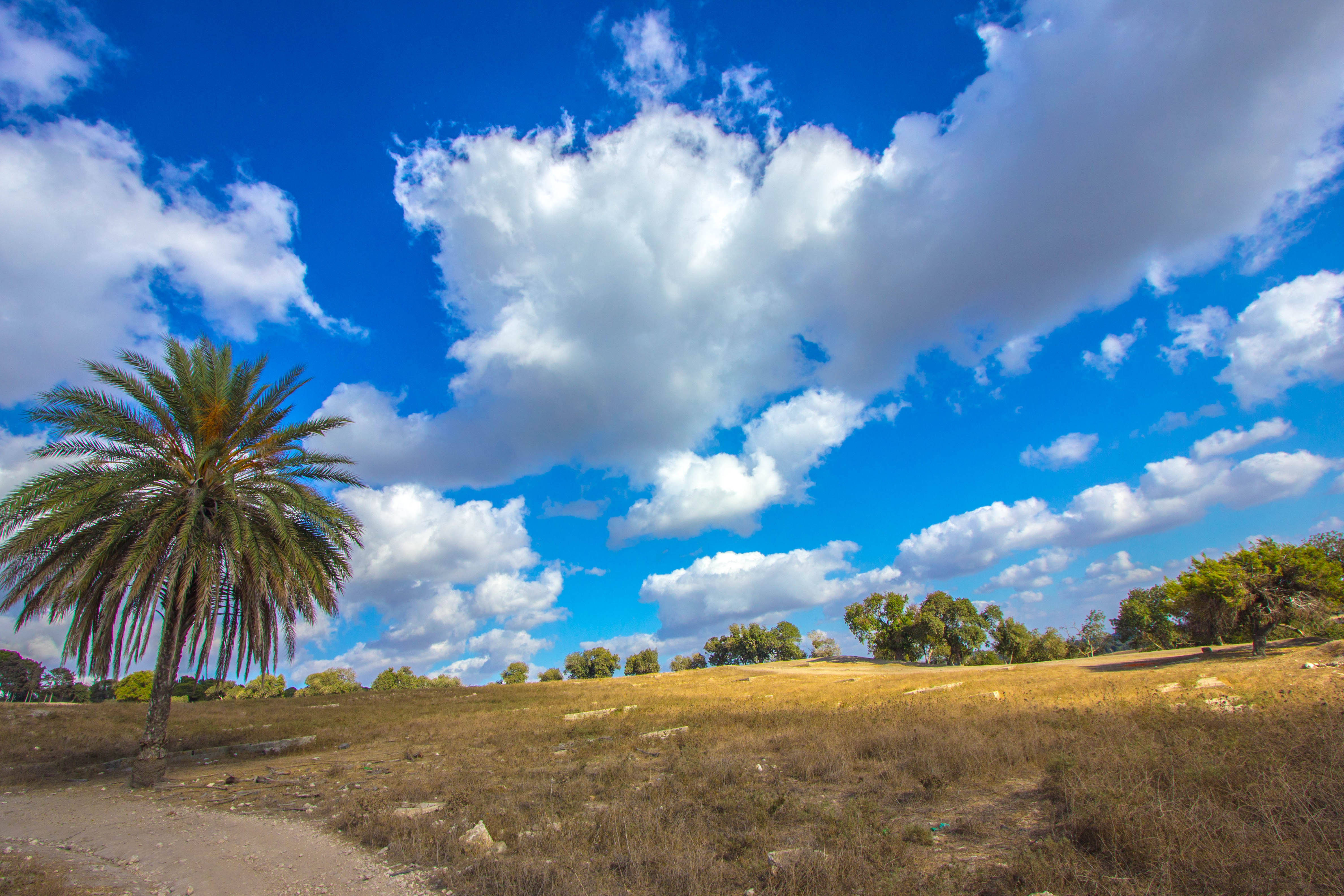
Park Narodowy Szimron i Rezerwat przyrody Tel Szimron

## Transport
Bezpośrednio przy wzgórzu przebiega droga nr 75, natomiast w kierunku południowym odchodzi droga nr 73.